# Болотников Іван Ісайович
Іва́н Іса́йович Боло́тников (рос. Иван Исаевич Болотников; р. н. невід. — †1608) — керівник селянської війни в Московському царстві впродовж 1606—1607 років.
За походженням — холоп князя Телятевського, який володів землями на Чернігівщині. Ще молодим втік до козаків на Дон. У Дикому полі був взятий у полон татарами і проданий в рабство в Османську імперію, де закутий в кайдани працював на галерах. Втік з неволі і потрапив у Венецію, а звідтіля через Річ Посполиту повернувся до Московського царства.
Влітку 1606 року Болотников прибув у Путивль і очолив повстання селян, яке розпочалося на півночі України і згодом охопило значну частину Московії (див. Селянська війна під керівництвом Івана Болотникова 1606—1607). Болотников проявив себе видатним полководцем, відзначався особистою відвагою і хоробрістю. Після придушення повстання 20(30) жовтня 1607 року Болотников потрапив до рук царського війська, був засланий у Каргополь, де його осліпили і втопили.